# Delta, Colorado
Delta, Colorado là một thành phố quận lỵ quận Delta, tiểu bang Colorado, Hoa Kỳ. Thành phố có diện tích 14,3 km², dân số thời điểm năm 2000 theo điều tra của Cục điều tra dân số Hoa Kỳ là 6400 người2.

## Thông tin nhân khẩu
Theo điều tra dân số 2 năm 2000, đã có 6.400 người, 2.569 hộ gia đình, và 1.741 gia đình sống trong thành phố. Mật độ dân số là 1.203 người trên một dặm vuông (464.5/km ²). Có 2.749 đơn vị nhà ở mật độ trung bình của 516.9/sq mi (199.5/km ²). Cơ cấu chủng tộc của thành phố là 86,3% người da trắng, 0,2% người Mỹ gốc Phi, 0,9% người Mỹ bản xứ, 0,4% ở châu Á, 10,0% từ các chủng tộc khác, và 2,3% từ hai hoặc nhiều chủng tộc. Hispanic hay Latino thuộc một chủng tộc nào được 22,5% dân số.
Có 2.569 hộ, trong đó 31,5% có trẻ em dưới 18 tuổi sống chung với họ, 52,1% là đôi vợ chồng sống với nhau, 12,3% có nữ hộ và không có chồng, và 32,2% gia đình được không. 28,8% của tất cả các hộ gia đình đã được tạo ra từ các cá nhân và 15,5% có người sống một mình 65 tuổi hoặc lớn tuổi hơn. Cỡ hộ trung bình là 2,5, và kích cỡ gia đình trung bình là 3.0.
Dân số thành phố đã được trải ra với 27,2% ở độ tuổi dưới 18, 7,7% 18-24, 24,1% 25-44, 20,8% 45-64, và 20,3% từ 65 tuổi trở lên người. Độ tuổi trung bình là 38 năm. Đối với mỗi 100 nữ có 89,2 nam giới. Đối với mỗi 100 nữ 18 tuổi trở lên, có 85,5 nam giới.
Thu nhập trung bình cho một hộ gia đình trong thành phố là $ 27.415, và thu nhập trung bình cho một gia đình là $ 34.798. Phái nam có thu nhập trung bình $ 30.658 so với 20.383 $ cho phái nữ. Thu nhập bình quân đầu người của thành phố là 14.369 $. Khoảng 9,9% của các gia đình và 14,4% dân số sống dưới mức nghèo khổ, bao gồm 22,0% những người dưới 18 tuổi và 10,6% của những người 65 tuổi hoặc hơn. 